# La Oscurana
La Oscurana är en ort i Mexiko.   Den ligger i kommunen Santa María Tonameca och delstaten Oaxaca, i den sydöstra delen av landet, 500 km sydost om huvudstaden Mexico City. La Oscurana ligger 98 meter över havet och antalet invånare är 170.
Terrängen runt La Oscurana är platt söderut, men norrut är den kuperad. Terrängen runt La Oscurana sluttar söderut. Runt La Oscurana är det ganska glesbefolkat, med 45 invånare per kvadratkilometer. Närmaste större samhälle är San Juanito o la Botija, 1,5 km väster om La Oscurana. Omgivningarna runt La Oscurana är en mosaik av jordbruksmark och naturlig växtlighet.